# Robin Dunne
Robin Dunne (ur. 19 listopada 1976 w Toronto) – kanadyjski aktor, okazjonalnie scenarzysta telewizyjny.
Występował w głównej roli jako Alex w serialu młodzieżowym stacji UPN As If (2002). Znany jest z występów w sequelach/prequelach popularnych filmów – Sekta 2, Szkoła uwodzenia 2, Opiekunka: Dalszy ciąg bajki, Gatunek 3, American Psycho II – jak i w lubianych telewizyjnych serialach – Jezioro marzeń, Trup jak ja.
Zagrał w serialu Sanctuary postać dr. Willa Zimmermana.
Urodził się w Toronto w prowincji Ontario. Jest absolwentem szkoły artystycznej Etobicoke School of the Arts.
Był mężem aktorki Heidi Lenhart.